# Deadman's Cay
Deadman's Island est une île du territoire d'Anguilla dans les Petites Antilles.